# Арктида (группа)
«Арктида», стилизовано АрктидА — российская рок-группа, основанная в 2003 году.

## История
Днём рождения группы считается 6 апреля 2003 года. Она была создана в городе Улан-Удэ, и поначалу носила имя «Аркаим». Когда музыканты вплотную приблизились к выпуску первой пластинки, выяснилось, что название не уникально. Тогда было принято решение переименовать группу в «Арктиду».

### Улан-Удэ
Изначально состав выглядел следующим образом. Место барабанщика занимал Александр Трацкий, которому, собственно, и принадлежала идея создания группы. Роль вокалиста и по совместительству автора всех текстов взял на себя Владимир Лебедев. Третьим участником стал гитарист и композитор Денис Бурлаков. 2 марта 2003 года состоялась первая репетиция коллектива, сразу взявшего курс на пауэр-метал. Чуть позднее к основному костяку присоединились бас-гитарист Василий Смолин и гитарист Александр Приходченко. 6 апреля в обновлённом составе группа дала свой первый концерт.
Летом 2003 года к ней примкнул клавишник и композитор Дмитрий Машков, и вплоть до начала зимы команда активно концертировала. В феврале 2004 года Александр Приходченко покинул «Арктиду».
Осенью 2004 года стартовала запись дебютного мини-демо-альбома «Клич героя», которая завершилась лишь весной 2005 года. Диск появился в продаже 17 марта. Далее были выпущены два мини-демо-альбома: «Нечего терять» (2005), и «Право сильного» (2006).

### Москва
Переломный момент в жизни группы наступил, когда Денис Бурлаков и Дмитрий Машков собрались получить образование в Москве. История коллектива могла бы на этом закончиться, однако завершился лишь первый её этап: гитарист и клавишник приняли решение заново собрать группу в столице. Название и значительную часть материала они сохранили, предварительно заручившись согласием остальных участников «Арктиды».
Поиск и прослушивание музыкантов длились более года и наконец увенчались успехом: в составе появились бас-гитарист Валерий Золотаев и барабанщик Александр Овчинников. Первая московская репетиция прошла в сентябре 2006 года, а в ноябре группа наконец обрела новый голос в виде вокалиста Константина Савченко. Константин оказался ещё и композитором: вскоре репертуар группы пополнился свежим материалом. В этом составе «АрктидА» дала ряд концертов (как на клубных, так и на открытых площадках) и записала три пластинки: сингл и два полноформатных альбома.

Д. Машков, А. Овчинников, Д. Бурлаков, К. Савченко, В. Золотаев

8 октября 2008 года на лейбле «Metalism Records» был выпущен альбом «На горизонте», состоящий из 17 треков (два из них — разные версии композиции «Нечего терять»). После выхода диска, было принято коллективное решение снять клип на заглавную песню. 1 февраля 2010 года работа над ним была завершена. Видео попало в ротацию нескольких телеканалов: «О2ТВ», «1Rock», «Триколор ТВ», «Муз-ТВ».
В декабре 2009 года вышла кавер-версия русской народной песни «Ой, мороз, мороз».
20 июня 2010 года группа презентовала сингл «Не стоит слёз», все композиции которого впоследствии были включены в альбом «Сквозь столетия».
Для трибьют-альбома группы Ария — «A Tribute to Ария. XXV», АрктидА записала кавер-версию композиции «Кто ты?». Сборник вышел 27 ноября 2010 года.
1 апреля 2011 года дискография группы пополнилась вторым полноформатным альбомом «Сквозь столетия». Пластинка, как и предыдущая, была издана на лейбле «Metalism Records». В неё вошло 16 композиций, в числе которых кавер-версия композиции «EagleHeart» группы Stratovarius, песни с сингла «Не стоит слёз» и бонус-трек — кавер-версия русской народной песни «Ой, мороз, мороз», записанный для проекта «Соль» Нашего радио.
Презентация альбома состоялась 3 апреля 2011 года.
28 декабря было объявлено, что группа разделилась. «Арктиду» покинули сразу четверо участников. Денис Бурлаков, Валерий Золотаев, Константин Савченко и Александр Овчинников создали свой коллектив под названием «НикНейм», оставив за собой права на часть песен из старого репертуара. С этого момента «АрктидА» перестаёт исполнять следующие песни: «На горизонте», «Большая вода», «Кто сотворил», «Невинный», «Последняя цель», «Грань добра и зла», «Ты моя радость», «Там, где небо выше», «Море водки», «Активная линия».

### Новый состав

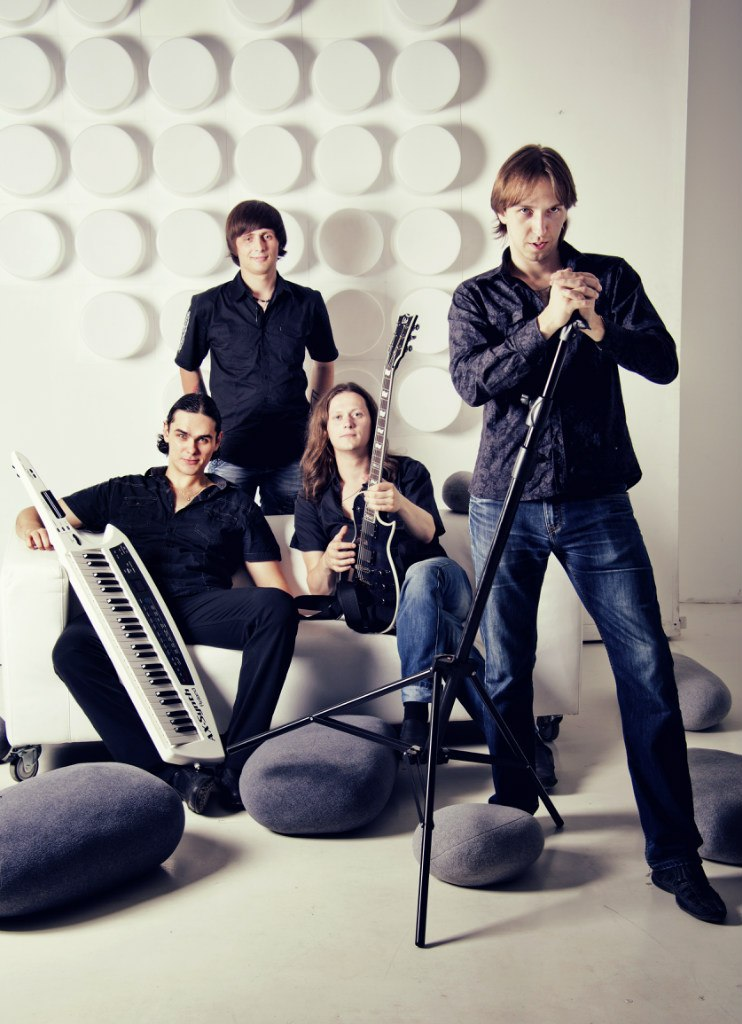
Д. Машков, В. Смолин, А. Подгорный, С. Лобанов

11 апреля 2012 года группа представила новый состав и кавер «Я живой» на группу Helloween. К группе присоединились гитарист Алексей Подгорный, вокалист Сергей Лобанов, а также в группу вернулся первый бас-гитарист Василий Смолин. 6 мая группа представила новую версию песни «Отпускаю» с новым текстом, композиция получила название «Дышать…» 3 июля группа выпустила новую версию песни «Уходи». 3 сентября группа сообщила, что по личным трагическим обстоятельствам в группе временно не сможет участвовать вокалист Сергей Лобанов, его сессионно заменит Михаил Нахимович («Чёрный Кузнец»). 13 сентября группа выпустила новую песню «Светило посреди планет» с вокалом Сергея Лобанова. 17 сентября вышла дуэтная версия песни «Дышать…». 28 сентября по причине нехватки времени группу покинул гитарист Алексей Подгорный. 6 ноября вышел сингл «Моя империя». 1 декабря к группе присоединились гитарист Дмитрий Черников и барабанщик Владимир Алёшкин. 26 декабря вышел сингл «Истины свет». Песня раннее вышла на метал-опере группы Эпоха «Молот ведьм», и была заново перезаписана группой АрктидА в новой версии. 27 декабря вышел мини-альбом «Мой друг», в который вошли синглы «Светило посреди планет», «Моя империя», «Истины свет», и совсем новые песни. 29 декабря в Москве состоялась презентация мини-альбома. Весной 2013 года гитарист Дмитрий Черников покидает Арктиду. 5 июня группа нашла ему замену, новым участником коллектива стал Антон Волобринский. 6 июня вышел диск «A Tribute to Мастер. XXV», на котором группа записала кавер на песню «Мастер». 24 июня был выпущен трибьют «Tribute to Маврин. Fifteen Years», где группа представлена кавер-версией песни «Заклинание». В настоящее время в планах группы запись нового альбома «Память», на котором будет около 12-13 песен. После него коллектив планирует выпустить мини-альбом «Re-Visited», куда войдут новые версии около 8-10 старых песен: Дышать (экс-Отпускаю), Уходи (новая версия), Я вернусь, Высота, Забери свою свободу, Нечего терять, Новый день, Бородинское сражение (экс-Войны великой Руси), Позови меня, Печаль (в акустическом варианте). Дмитрий Машков, Василий Смолин, Владимир Алёшкин приняли участие в записи песни «Иди вперёд!» проекта The United. Дмитрий является ещё и автором проекта, трек вышел в начале 2014 года. 17 января 2015 группа выпустила альбом «Помни» и выступила его презентацией в московском клубе Monaclub. В альбом вошло 13 песен, в том числе русскоязычная кавер-версия песни «Kickstart My Heart» группы Mötley Crüe. В октябре 2015 песня «Беги» стала победителем «Битвы за эфир» проекта НАШЕ 2.0 и попала в ротацию Нашего радио. 13 ноября 2015 года выходит интернет-сингл «Самый лучший в соцсети», высмеивающий крупную проблему современной молодёжи — интернет-зависимость и интернет-героизм. 23 февраля 2016 года, группа выпускает интернет-сингл «Счастье зависит от нас», посвященный страшным событиям на Украине и Донбассе. 3 марта 2016 года группу покидает Антон Волобринский по причине отъезда в Израиль. 19 марта 2016 года новым гитаристом Арктиды становится Василий Кошелев. 1 апреля выходит интернет-сингл «Басист», повествующий нам о том, что бас-гитаристы — это головная боль более чем 90 % рок-групп.

## Состав

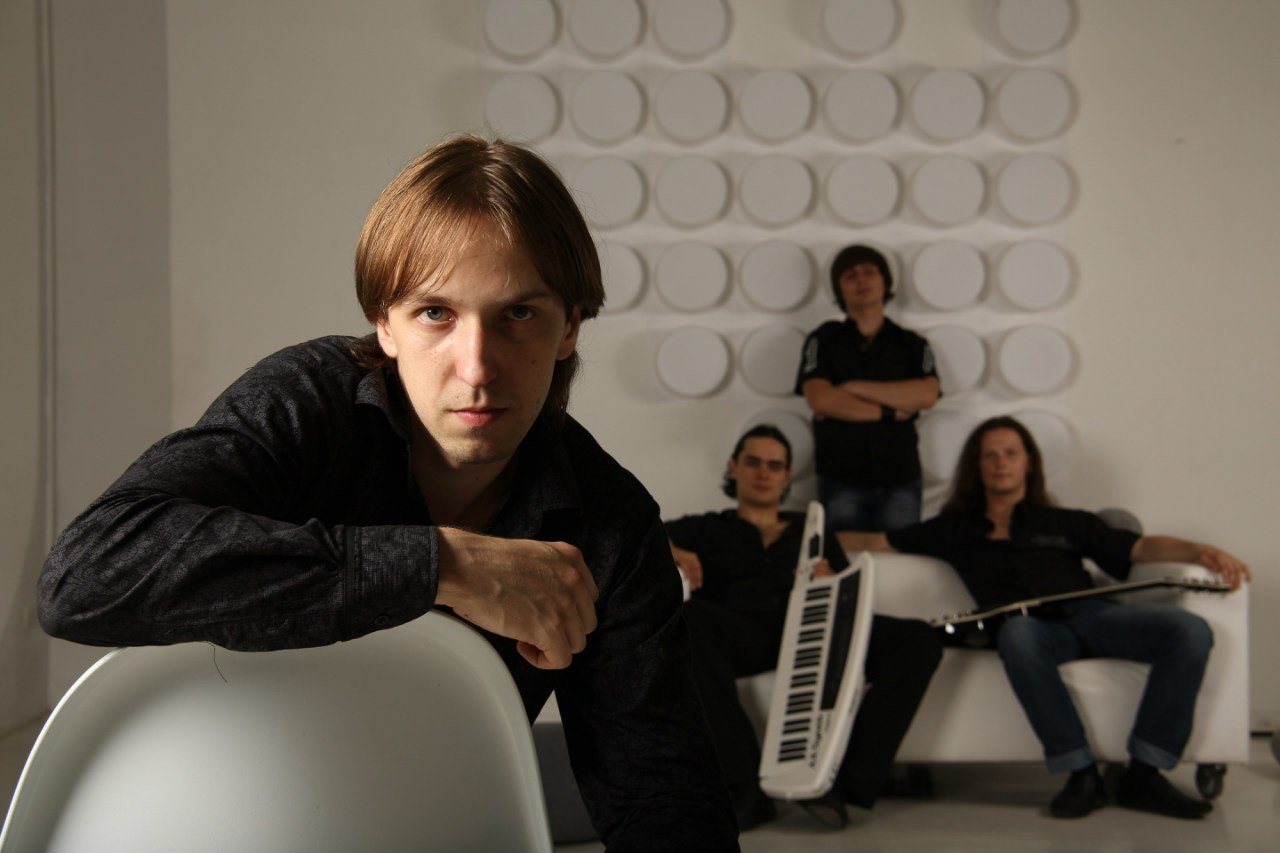
Сергей Лобанов

А. Овчинников, Д. Машков, В. Золотаев,
Д. Бурлаков, К. Савченко

Действующий
| Состав           |                              | Годы                              | Другие проекты       |
| ---------------- | ---------------------------- | --------------------------------- | -------------------- |
| Сергей Лобанов   | вокал                        | 2012—2016, 2017—2018, с 2020 года | экс-Биоток, ЛобановЪ |
| Дмитрий Машков   | клавишные, автор, основатель | с 2003 года                       |                      |
| Владимир Алёшкин | ударные                      | с 2012 года                       | The Arrow, Sworn     |
| Василий Кошелев  | гитара, бас-гитара           | 2016—2018, с 2018 года            | Galathea             |

Бывшие участники
| Дмитрий Родина        | вокал      | 2016                 | экс-Аэдра                                         |
| Александр Приходченко | гитара     | 2003—2004            | экс-Афазия                                        |
| Александр Трацкий     | ударные    | 2003—2005            | экс-Морриган                                      |
| Владимир Лебедев      | вокал      | 2003—2005            | экс-Дива                                          |
| Денис Бурлаков        | гитара     | 2003—2011            | экс-NickName                                      |
| Валерий Золотаев      | бас-гитара | 2006—2011            | NickName, экс-Цитадель                            |
| Александр Овчинников  | ударные    | 2006—2011            | Ретрием, экс-NickName, экс-Асферикс, экс-Цитадель |
| Константин Савченко   | вокал      | 2006—2011            | NickName                                          |
| Алексей Подгорный     | гитара     | 2012                 | Троя, экс-Ретрием, экс-Д. И. В.А, экс-Revival     |
| Дмитрий Черников      | гитара     | 2012—2013            | экс-The Arrow, экс-Trine Aspect                   |
| Антон Волобринский    | гитара     | 2013—2016            |                                                   |
| Василий Смолин        | бас-гитара | 2003—2005, 2012—2015 |                                                   |
| Сергей Овчинников     | бас-гитара | 2016-2018            |                                                   |
| Сергей Подкосов       | вокал      | 2019-2020            | экс-Харизма, экс-Храм Заката                      |

Состав по годам

## Дискография
Альбомы, синглы
| №   | Название                            | Тип              | Год  |
| --- | ----------------------------------- | ---------------- | ---- |
| 1.  | Клич героя                          | демо-альбом      | 2005 |
| 2.  | Нечего терять                       | демо-альбом      | 2005 |
| 3.  | Право сильного                      | демо-альбом      | 2006 |
| 4.  | На горизонте                        | студийный альбом | 2008 |
| 5.  | Не стоит слёз                       | мини-альбом      | 2010 |
| 6.  | Сквозь столетия                     | студийный альбом | 2011 |
| 7.  | Дышать… (экс-Отпускаю)              | сингл            | 2012 |
| 8.  | Дышать… (дуэтная версия)            | сингл            | 2012 |
| 8.  | Уходи (новая версия)                | сингл            | 2012 |
| 9.  | Моя империя                         | сингл            | 2012 |
| 10. | Истины свет                         | сингл            | 2012 |
| 11. | Мой друг                            | мини-альбом      | 2012 |
| 12. | Помни                               | студийный альбом | 2015 |
| 13. | Самый лучший в соцсети              | сингл            | 2015 |
| 14. | Счастье зависит от нас              | сингл            | 2016 |
| 15. | Басист                              | сингл            | 2016 |
| 16. | Открой глаза (новая версия)         | сингл            | 2016 |
| 17. | Забери свою свободу (новая версия)  | сингл            | 2016 |
| 18. | Новый день (новая версия)           | сингл            | 2016 |
| 19. | Бородинское сражение (новая версия) | сингл            | 2016 |
| 20. | Долг И Право                        | мини-альбом      | 2017 |
| 21. | Время до Рассвета                   | сингл            | 2017 |
| 22. | Во все тяжкие                       | сингл            | 2019 |
| 23. | Меж двух сердец                     | сингл            | 2019 |
| 24. | Твой последний танец                | сингл            | 2019 |
| 25. | Небо держит нас                     | сингл            | 2019 |
| 26. | Поезда                              | сингл            | 2019 |
| 27. | Любят нас девчонки                  | сингл            | 2020 |
| 28. | Настал твой черёд                   | сингл            | 2020 |
| 29. | Ах, как мне нравится                | сингл            | 2021 |
| 30. | Час пришёл                          | сингл            | 2021 |
| 31. | Небо держит нас (альбомная версия)  | сингл            | 2022 |
| 32. | Мой Друг (10 лет альбому)           | мини-альбом      | 2022 |
| 33. | Моцарт военного дела                | сингл            | 2022 |
| 34. | Музыка ветра, земли и огня          | студийный альбом | 2023 |
| 35. | Звездочёт                           | сингл            | 2024 |
| 36. | Помни (10 лет альбому)              | студийный альбом | 2025 |
| 37. | Двери в океан                       | сингл            | 2025 |

### Каверыпесен
| №  | Название                             | Альбом                             | Год  | Автор                           |
| -- | ------------------------------------ | ---------------------------------- | ---- | ------------------------------- |
| 1. | Nightmare (Ночной кошмар)            | «Нечего терять»                    | 2005 | Axel Rudi Pell                  |
| 2. | The Chosen Ones (Избранные)          | «На горизонте»                     | 2008 | Dream Evil                      |
| 3. | Ой, мороз, мороз                     | —                                  | 2009 | Мария Павловна Морозова-Уварова |
| 3. | Ой, мороз, мороз                     | «Сквозь столетия»                  | 2011 | Мария Павловна Морозова-Уварова |
| 4. | Кто ты?                              | «A Tribute to Ария. XXV»           | 2010 | Ария                            |
| 5. | EagleHeart (Орлиное сердце)          | «Сквозь столетия»                  | 2011 | Stratovarius                    |
| 6. | I’m Alive (Я живой)                  | «Я живой» (сингл)                  | 2012 | Helloween                       |
| 7. | Мастер                               | «A Tribute to Мастер. XXV»         | 2013 | Мастер                          |
| 8. | Заклинание                           | «Tribute to Маврин. Fifteen Years» | 2013 | Маврин                          |
| 9. | Kickstart my heart (Зажги мой пульс) | «Помни»                            | 2015 | Mötley Crüe                     |

## Видеография
| №  | Название                | Тип            | Год  | Режиссёр       |
| -- | ----------------------- | -------------- | ---- | -------------- |
| 1. | Нечего терять           | демо-видеоклип | 2006 |                |
| 2. | На горизонте            | видеоклип      | 2010 | Андрей Харзеев |
| 3. | Атака русских мертвецов | видеоклип      | 2017 |                |
| 4. | Зачем мы уходим?        | видеоклип      | 2018 |                |